# Djuwetsch

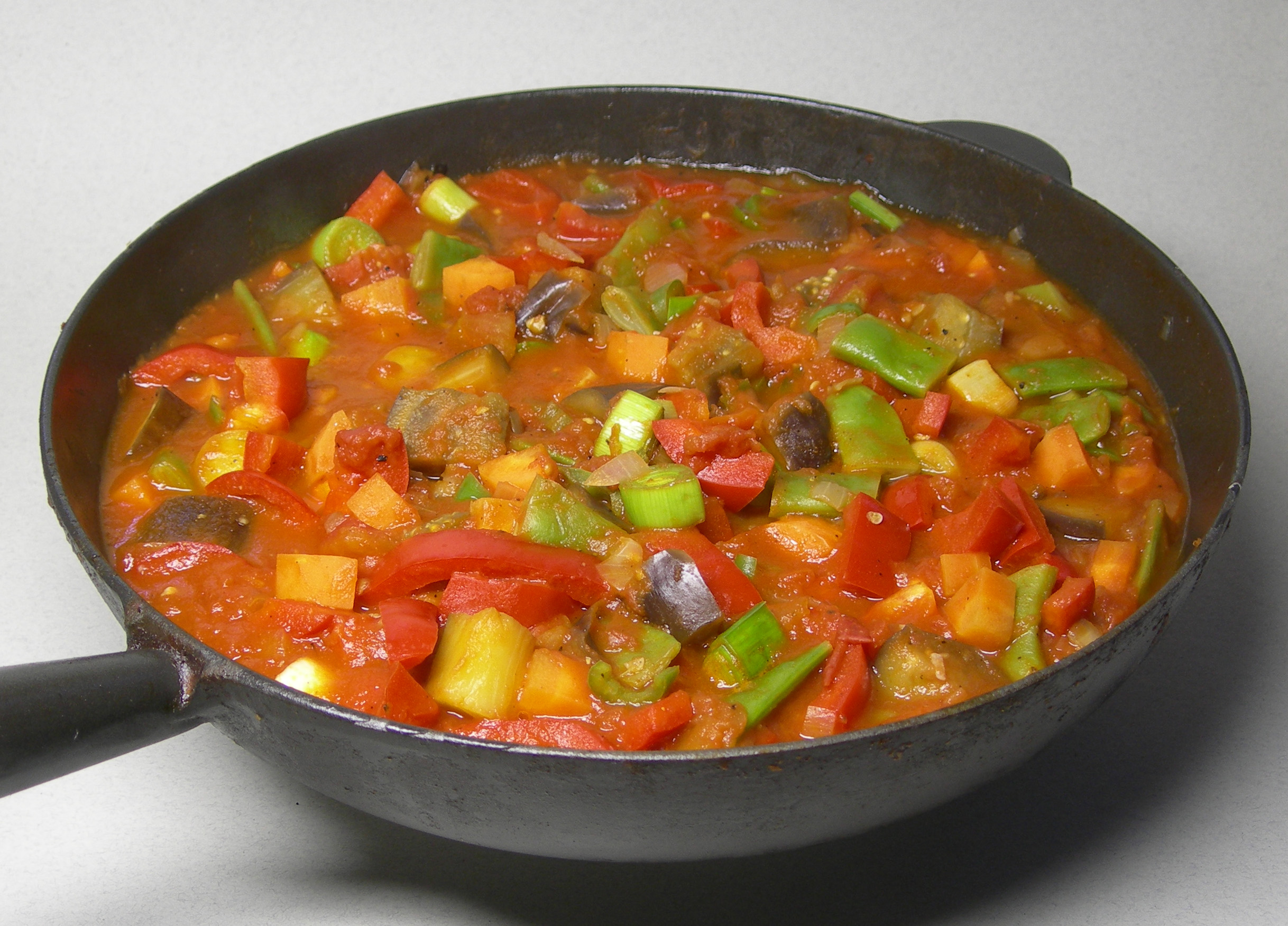
Đuveč aux légumes.

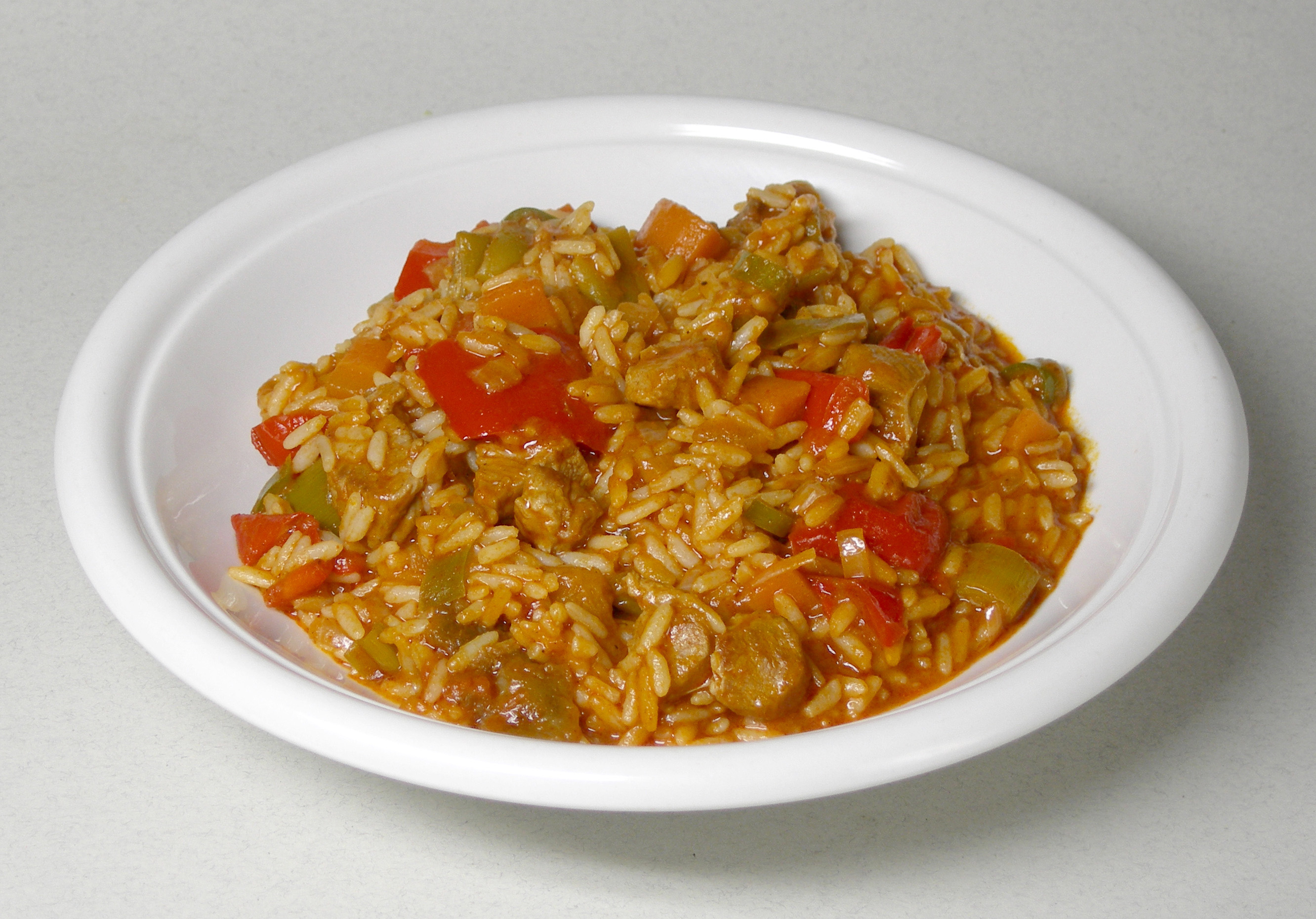
Đuveč au riz et à la viande d'agneau.

La djuwetsch, đuveč ou gjuwetsch (bulgare : гювеч, macédonien : ѓувеч, serbo-croate : đuveč, ђувеч, turc : güveç, grec moderne : γιουβέτσι, plus spécifiquement giouvetsi (en)) est un plat traditionnel de l'Europe du Sud-Est. Il s'agit d'un plat braisé de légumes et de viande, parfois accompagné de riz. Elle fait office de plat national pour de nombreux pays de la région. Son nom est hérité de la période ottomane, le mot turc désignant également le plat en terre dans laquelle on met à braiser les ingrédients.

## Ingrédients et préparation
Il n'existe pas de recette unique pour la đuveč, les ingrédients varient selon les goûts et les régions.
Pour la viande, il peut s'agir de mouton ou d'agneau, de porc, de bœuf ou de veau, et plus rarement de volaille. Pour ce qui est des légumes, on y trouve généralement de l'oignon, des tomates, des poivrons, des haricots verts, de la courgette, de l'aubergine, des gombos, éventuellement des pommes de terre. De nombreuses variantes y incorporent du riz.
L'assaisonnement se fait au moyen de feuilles de persil ou de plumets de céleri ciselés, d'ail et de paprika.
Tout comme la composition du plat, la méthode de cuisson varie. Parfois les légumes et la viande, coupés en morceaux, sont plongés dans de l'eau ou du bouillon. Dans d'autres cas, la viande est d'abord coupée en dés et rôtie séparément avant de rejoindre les légumes. On peut encore mettre à cuire les légumes directement, sans adjonction de liquide, ils produisent alors leur propre jus. La cuisson se fait dans une cocotte métallique, le plat en terre originel n'étant pas toujours disponible.